# Písek
Písek és la capital del districte de Písek, al nord de la Regió de Bohèmia Meridional i a 100 km al sud de Praga. És un important centre cultural, educatiu, administratiu i turístic de la regió, a més de nus de comunicacions. Amb els seus prop de 30.000 habitants és la tercera ciutat més gran de la Bohèmia Meridional.
La ciutat va ser fundada el 1265 i el seu centre històric està protegit com a zona monumental. El seu nom prové del mot txec "písek" (sorra) a causa que a l'edat mitjana es trobava or a l'arena de la ribera del riu Otava, que passa arran de la ciutat.

## Monuments

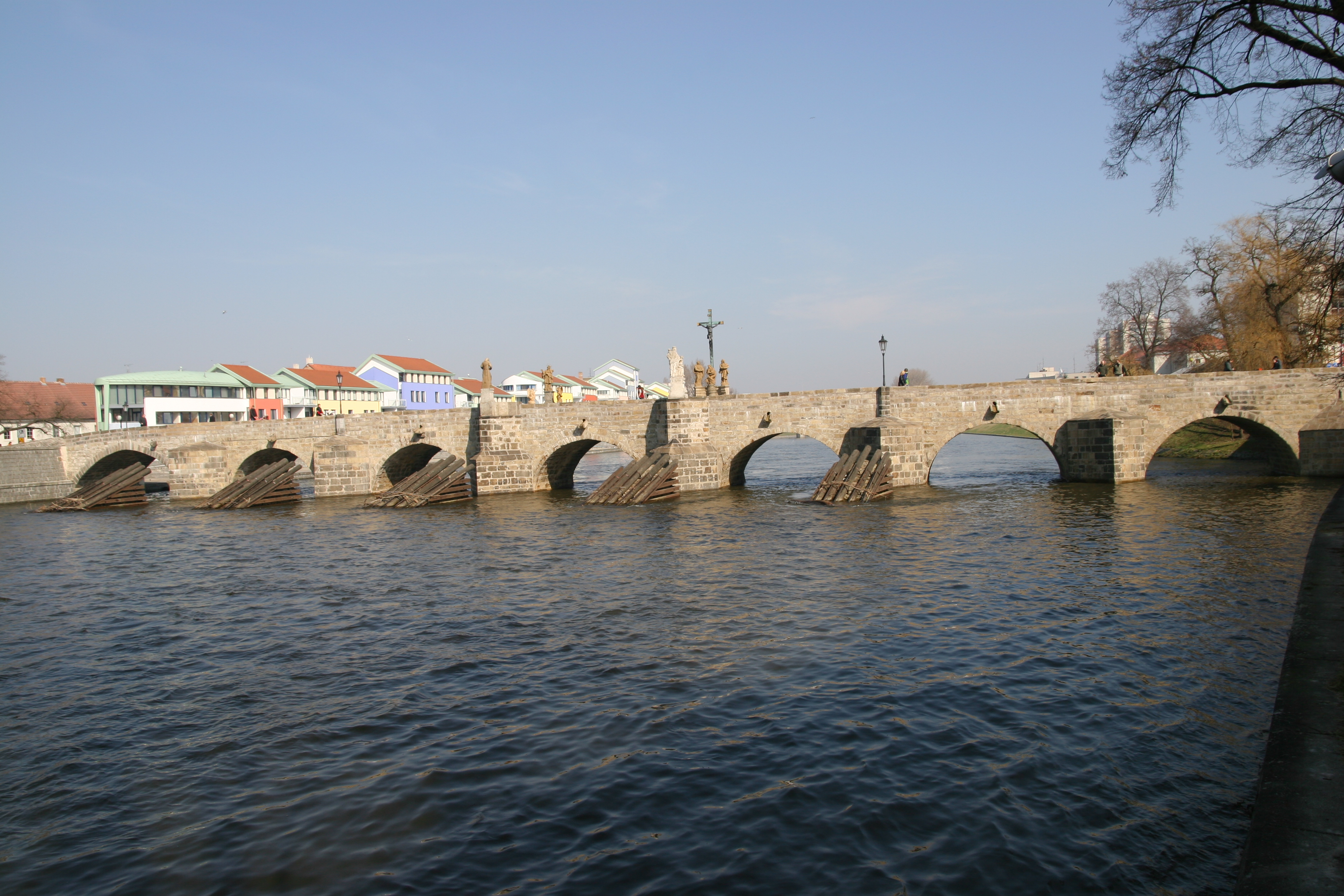
Pont de pedra de Písek

- Pont de pedra del segle xiii de 111 m de longitud, el pont més antic d'Europa al nord dels Alps després del de Regensburg (Alemanya) (Monument nacional)

- Centre històric medieval, en la part nord del qual es troba el Museu de la regió Prácheň (declarat "Museu europeu de l'any" el 1996)

- Centre d'art a antiga fàbrica de malt (reconstruïda el 2008)

- Edifici barroc de l'ajuntament

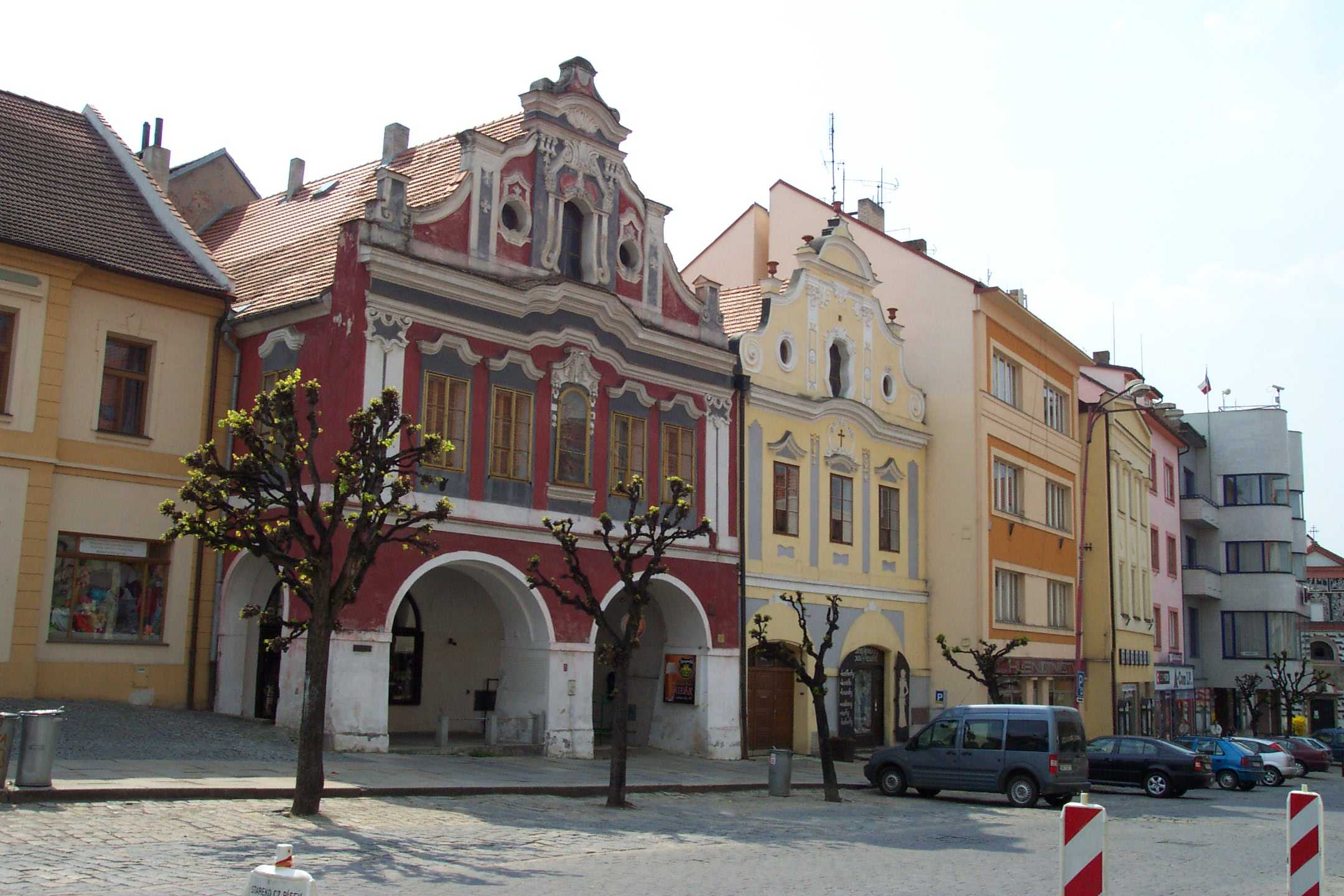
Ajuntament

- Església gòtica del Naixement de la Mare de Déu

- Antiga central elèctrica de la ciutat

- Cavallerisses de la ciutat (Monument nacional)

## Ciutats agermanades
Písek manté una relació d'agermanament amb les següents ciutats:
- Caerphilly (Gal·les)
- Lemvig Dinamarca
- Smiltene, Letònia
- Big Krtíš Eslovàquia
- Wetzlar Alemanya